# Gerhard Albrecht (Soziologe)
 Gerhard Albrecht (* 22. Januar 1889 in Berlin; † 12. April 1971 in Bayreuth) war ein deutscher Soziologe, Staatswissenschaftler und Hochschullehrer.

## Leben
Nach dem Abitur studierte Gerhard Albrecht an den Universitäten in Tübingen, Berlin und Freiburg Volkswirtschaftslehre und promovierte am 11. Mai 1911 zum Dr. rer. pol.
Es schloss sich eine Tätigkeit als Assistent am Kaiser-Wilhelm-Institut für Arbeitsphysiologie in Berlin an. Er musste Kriegsdienst leisten und wurde dabei schwer verwundet.
1917/1918 war er Mitglied einer wissenschaftlichen Gruppe im Reichsamt des Innern, die sich mit Studien zur Erforschung der Kriegswirtschaft befasste. Bevor er 1921 zum Abteilungsleiter bei der Westfälischen Heimstätte (einem Wohnungsbauunternehmen) ernannt wurde, betätigte er sich als Referent im Reichsarbeitsministerium.
Am 9. September 1923 erhielt er eine Lehrberechtigung an der Westfälischen Wilhelms-Universität Münster im Fach Volkswirtschaft und war hier als Privatdozent tätig, als er am 1. April 1927 zum außerordentlichen Professor an der Friedrich-Alexander-Universität Erlangen-Nürnberg berufen wurde. Noch im selben Jahr folgte die Berufung als ordentlicher Professor an der Friedrich-Schiller-Universität Jena. 1934/1935 hatte er für kurze Zeit einen Lehrstuhl an der Georg-August-Universität Göttingen,  bevor er  am 1. April 1935 die Professur für Wirtschaftliche Staatswissenschaften an der Philipps-Universität Marburg erhielt. Hier gründete er 1947 das Institut für Genossenschaftswesen, dessen geschäftsführender Direktor er bis 1959 war. Von 1948 bis 1950 war er Rektor der Universität und anschließend bis 1954 Prorektor in Marburg.
Zum 1. April 1957 wurde er emeritiert.

## Auszeichnungen und Ehrungen
- 1957 Großes Bundesverdienstkreuz
- 22. Januar 1959 Dr. rer. pol. h. c. der Freien Universität Berlin mit der Widmung „für seine Verdienste um die wissenschaftliche Erkenntnis des sozialen Lebens, besonders auf dem Gebiete der Sozialpolitik und des Genossenschaftswesens, für die mutige Wahrung der Grundsätze echter Wissenschaft in Lehre und Forschung und für seine entscheidende Leistung bei der Neubegründung des Vereins für Sozialpolitik, der Gesellschaft für Wirtschafts- und Sozialwissenschaften.“[1]